# Louise Schollaert
Louise Benedictine Marie Ghislaine Helleputte-Schollaert (Leuven, 12 december 1852  - 1930) was een Belgisch bestuurster.

## Levensloop
Louise Schollaert was de dochter van François Schollaert en Jeanne Vandenschrieck. Tevens was ze de zus van Frans Schollaert. In 1882 trad ze in het huwelijk met Joris Helleputte. In 1911 werd ze aangesteld als eerste voorzitster van de Boerinnenbond.